# Van Siclen Avenue (stacja metra na Fulton Street Line)
Van Siclen Avenue – stacja metra nowojorskiego, na linii A i C. Znajduje się w dzielnicy Brooklyn, w Nowym Jorku i zlokalizowana jest pomiędzy stacjami Liberty Avenue i Shepherd Avenue. Została otwarta 28 listopada 1948.